# 小原金治
小原 金治（おはら きんじ、1859年8月21日（安政6年7月23日）- 1939年（昭和14年）7月5日）は、明治から昭和前期の実業家、農業経営者、政治家。衆議院議員。

## 経歴
安房国安房郡南条村（千葉県安房郡南条村、豊房村南条を経て現館山市南条）で、農業・小原桂助、かよ の長男として生まれた。泰西法律学校で学んだ。農業を営む。
安房4郡勧業委員、安房郡相続税審査委員、同町村連合会議員を務めた。1890年（明治23年）3月、千葉県会議員に選出され、立憲改進党に所属し1894年（明治27年）9月まで在任した。1893年（明治26年）11月の立憲改進党全国大会に出席し、その他の出席者有志と同党千葉県支部設置を決議した。
1894年（明治27年）9月、第4回衆議院議員総選挙（千葉県第8区、無所属）で当選し、衆議院議員に1期在任した。
その後は経済界に転じ、房総遠洋漁業専務取締役、安房銀行頭取（1914年-1925年）、千葉貯蓄銀行取締役、安房汽船監査役などを務めた。